# Holubice
Holubice (deutsch Holubitz) ist eine Gemeinde in Tschechien. Sie liegt sechs Kilometer nordwestlich von Slavkov u Brna und gehört zum Okres Vyškov.

## Geographie

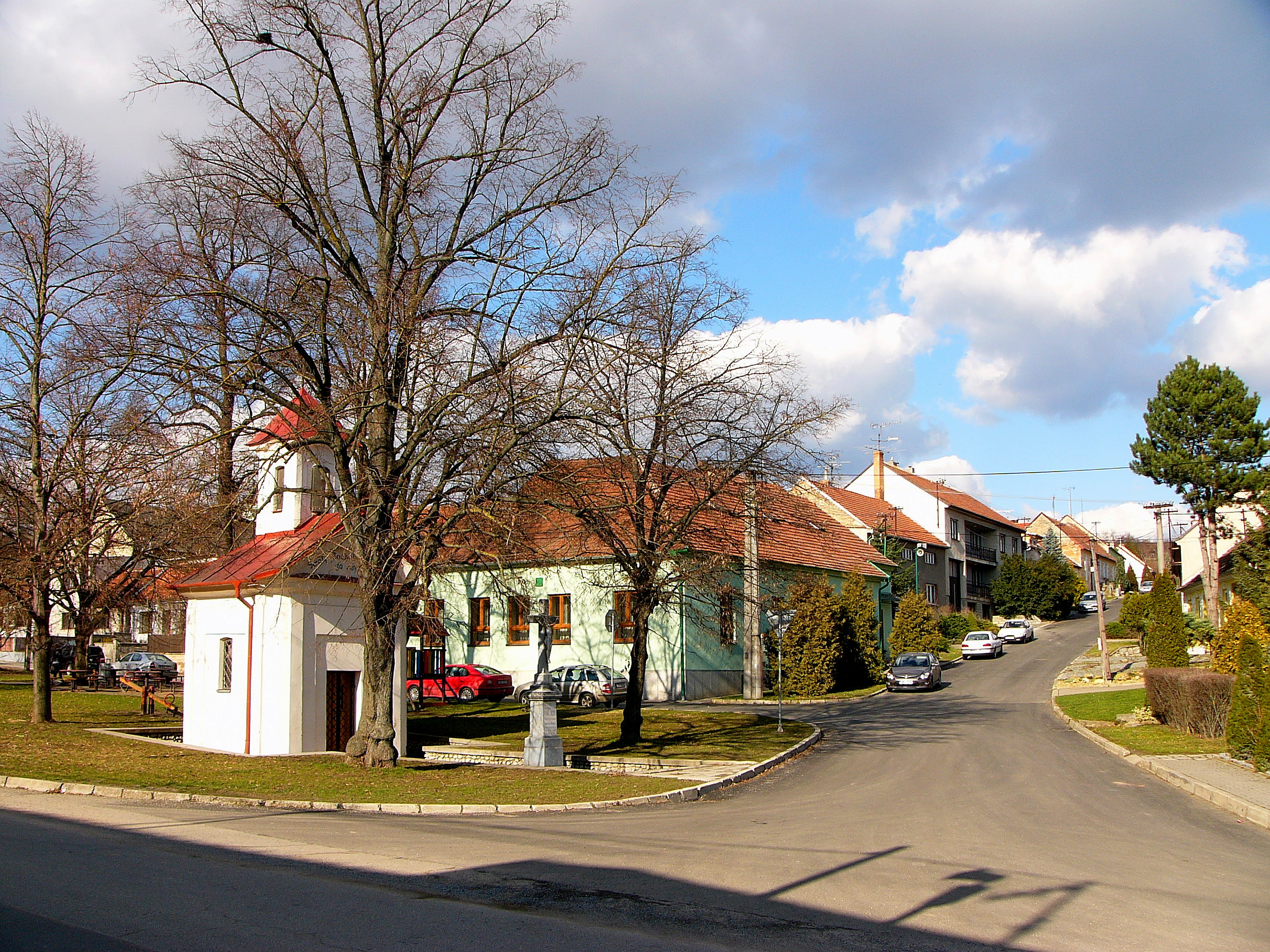
Eine Dorfpartie von Holubice

Holubice befindet sich südlich des Drahaner Berglandes am Übergang der Thaya-Schwarza-Talsenke zum Wischauer Tor. Das Dorf liegt rechtsseitig des Baches Rakovec. Südwestlich erhebt sich der Pracký kopec (Pratzeberg, 324 m). Nördlich von Holubice verläuft die Autobahn D 1/E50/E462, dort liegt auch die Abfahrt 210 Holubice. Am östlichen Ortsrand liegt die Eisenbahnstrecke von Brno nach Přerov.
Nachbarorte sind Pozořice und Kovalovice im Norden, Královopolské Vážany, Slavíkovice, Stará Pošta und U nádraží im Nordosten, Velešovice im Osten, Slavkov u Brna im Südosten, Křenovice und Zbýšov im Süden, Blažovice und Jiříkovice im Südwesten, Kruh, Bedřichovice, Rohlenka und Maxlůvka im Westen sowie Tvarožná und Sivice im Nordwesten.

## Geschichte

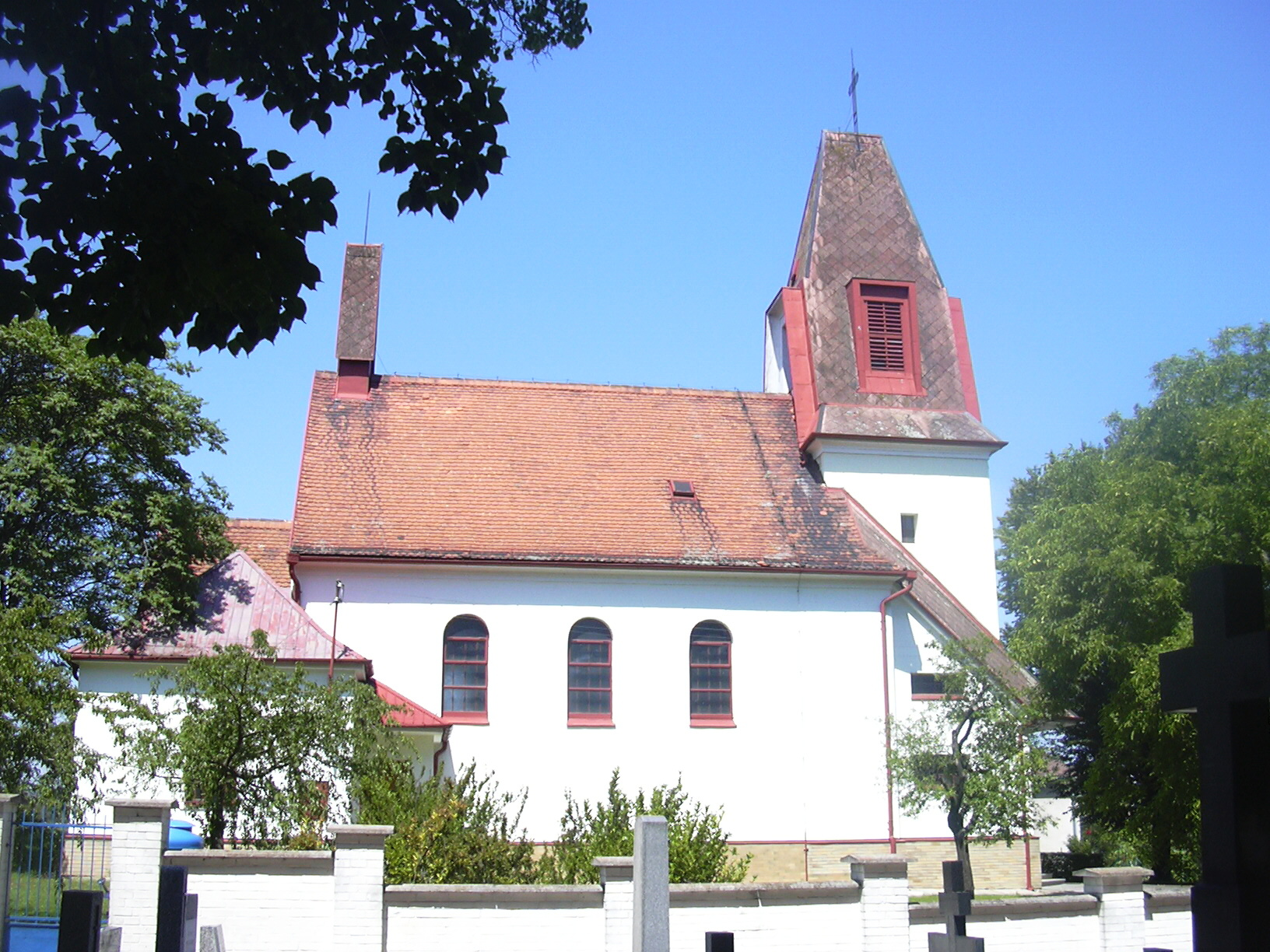
Kirche des hl. Wenzel

Archäologische Funde belegen eine frühzeitliche Besiedlung der Gegend. So wurden beim Bau der Autobahn ein altsteinzeitliches Grab und ein langobardisches Gräberfeld aus der Zeit der Völkerwanderung aufgefunden. Zuvor war bereits ab 1930 auf einem Feld in der Flur Dílce ein keltischer Begräbnisplatz mit 77 Knochengräbern aus der Zeit um 200 v. Chr. aufgefunden worden.
Die erste schriftliche Erwähnung des zur Herrschaft Wildenberg gehörigen Dorfes erfolgte im Jahre 1371, als Půta Šacler von Wildenberg die Burg Wildenberg mit allem Zubehör an Markgraf Johann Heinrich verkaufte. Dieser verpfändete den Besitz kurz danach an Archléb von Hrádek. Der Name des Dorfes leitet sich vom Personennamen Holub ab. Nachfolgende Besitzer waren Markgraf Jobst von Mähren, ab 1392 dessen Hofmeister Ulrich Stosch von Kaunitz auf Branitz (Oldřich Stoš z Bránic), ab 1418 das Kloster Rosa Coeli und ab 1421 Jakub von Liptov. Im Jahre 1532 besaß Wilhelm von Víckov die Güter. 1577 erwarb Hans Gedeon Kotvrdský von Olešničky Holubice. Sein Nachfolger Gedeon von Olešničky ließ zum Ende des 16. Jahrhunderts in Holubice eine Wasserfeste errichten. Im Jahre 1628 verkaufte Georg Adam Falkenhan von Gloschka die Güter Holubice und Kruh für 16.000 Gulden an Kardinal Franz Seraph von Dietrichstein als Vormund des Grafen Leo Wilhelm von Kaunitz und schlugen sie der Herrschaft Austerlitz zu. Infolge des Dreißigjährigen Krieges war Holubice verödet und lag noch im Jahre 1718 größtenteils wüst. 1742 fielen preußische Truppen in das Dorf ein. 1832 brach die Cholera aus.
Nach der Aufhebung der Patrimonialherrschaften bildete Holubice mit dem Ortsteil Kruhy ab 1850 eine Gemeinde in der Bezirkshauptmannschaft Wischau. In der Gemeinde bestanden zwei Ringziegeleien, zwei Handziegeleien, eine Kalkbrennerei und eine Kiesgrube. Des Weiteren wurde am Rakovec eine Wassermühle betrieben. Außerdem bestand im Dorf eine Windmühle, sie wurde 1918 abgebrochen. 1855 zerstörte ein Großfeuer Teile des Dorfes. Bei einer Viehseuche starb 1863 der größte Teil des Viehbestandes. Im Jahre 1888 wurde östlich des Dorfes an der Bahnstrecke Brno – Přerov eine Bahnstation eingerichtet. Im selben Jahre brannte erneut ein Teil des Dorfes nieder. Zwischen 1903 und 1914 wurden die Kataster von Holubice und Kruh zusammengelegt. 1921 verlor Kruh seinen Status als Ortsteil. Im Zuge der Bodenreform erwarb František Frank 1923 einen Teil des Großgrundbesitzes und errichtete einen Holzverarbeitungsbetrieb. 1929 erfolgte die Weihe der Kirche St. Wenzel als Filialkirche der Pfarre Pozořice. Drei Jahre später wurde das Pfarrhaus in Holubice erbaut. Zwischen 1949 und 1960 war Holubice Teil des Okres Slavkov und kam nach dessen Auflösung zum Okres Vyškov zurück. 1964 wurde Holubice nach Velešovice eingemeindet. Seit 1990 besteht die Gemeinde Holubice wieder.

## Gemeindegliederung
Für die Gemeinde Holubice sind keine Ortsteile ausgewiesen. Zu Holubice gehören die Ansiedlungen Kruh (Kruch) und U nádraží sowie die Ortslage Curdík.

## Sehenswürdigkeiten
- Filialkirche des hl. Wenzel, geweiht am 4. Juli 1929
- Kapelle des hl. Gotthard

## Söhne und Töchter der Gemeinde
- Ladislav Laco Hrdlička (* 1933), Komponist böhmischer Blasmusik